# 左更四
左更四，即白羊座σ（σ Ari, σ Arietis），是一颗位于白羊座的恒星，它距离地球约480光年。
左更一是一颗蓝白色B-型主序星，视星等为+5.52。
白羊座σ在中国星官系统中属于西方白虎七宿中娄宿的星官左更第四星，因此被称为左更四。